# الزهرة رميج
الزهرة رميج (مواليد سنة 1950) هي كاتبة وروائية مغربية، عضو اتحاد كتاب المغرب. كتبت في الرواية والقصة القصيرة والنقد الأدبي والترجمة، وترجمت بعض قصصها إلى الفرنسية والإسبانية والبرتغالية والإنجليزية.

## المسار
حاصلة على الإجازة في الأدب العربي بكلية الآداب والعلوم الإنسانية بفاس، خلال هاته المرحلة الجامعية، انخرطت في حركة اليسار التي ساهمت في بناء نظرتها المتعددة الأبعاد للواقع، وإيمانها بقيم الحرية والمساواة والعدالة الاجتماعية 
وعلى شهادة الكفاءة التربوية بالمدرسة العليا للأساتذة بالرباط سنة 1973. مارست مهنة التدريس قبل أن تتقاعد في إطار المغادرة الطوعية سنة 2005، وتتفرغ للكتابة.

## الاهتمامات الفكرية
تتميز كتابتها بالالتزام بقضايا المجتمع وهموم الإنسان عامة والإنسان المقهور خاصة، كما قدمت في رواياتها نموذج المرأة المستقلة، المتمردة، المعتزة بكرامتها، والرافضة للخنوع والاستسلام. لكنها لا تستسيغ مصطلح "الكتابة النسائية" لأن الإبداع بالنسبة لها لا جنس له. فهو تعبير عن النفس البشرية 
اهتمت في بعض رواياتها بفترة النضال أيام المد الاشتراكي بالمغرب، والدعوة إلى تحقيق العدالة الاجتماعية ، كما تناولت تيمة الاعتقال السياسي والتغييرات المجتمعية بعد الربيع العربي 

من أقوالها 
"بالمقارنة مع النصف الثاني من القرن العشرين، تعرف الألفية الثالثة زخما كثيرا من مجال الكتابة. فقد أتاحت وسائل التواصل الاجتماعي والأنترنت إمكانية النشر، والتفاعل مع المنشورات مما دفع الكثير من الشباب وغير الشباب إلى الإقبال على الكتابة بدليل أن الكثير منهم انطلق من النشر في هذه المواقع الالكترونية ليتحول بعد ذلك، إلى النشر الورقي".

## المؤلفات

### في الإبداع
- أنين الماء: (مجموعة قصصية) منشورات مجموعة البحث في القصة القصيرة بالمغرب، دار القرويين/ الدار البيضاء، 2003
- نجمة الصباح: (مجموعة قصصية) المركز الثقافي العربي الدار البيضاء / بيروت، 2006
- أخاديد الأسوار: (رواية) الطبعة الأولى، المركز الثقافي العربي/ الدار العربية للعلوم، بيروت، 2007، الطبعة الثانية دار فضاءات للنشر والتوزيع، الأردن، 2015
- عندما يومض البرق: (قصص قصيرة جدا) النجاح الجديدة، الدار البيضاء، 2008
- عزوزة: (رواية) النجاح الجديدة، الدار البيضاء، 2010 . الطبعة الثانية بدار النايا ودار محاكاة، سوريا، 2012. الطبعة الثالثة بدار فضاءات للنشر والتوزيع بالأردن، 2016
- الناجون: (رواية) دار فضاءات للنشر والتوزيع، الأردن، 2012
- أريج الليل: (مجموعة قصصية) اتحاد كتاب المغرب، 2013
- الغول الذي يلتهم نفسه: (رواية) دار النايا ودار محاكاة، سوريا، 2013
- الشبرق: (مجاميع قصصية) دار النايا، سوريا، 2014
- صخرة سيزيف: (مجموعة قصصية) دار فضاءات للنشر والتوزيع، الأردن، 2015
- عيون تحدق في العتمة، حوارات حول الكتابة والحياة، سليكي أخوين طنجة، 2015
- ترانيم ، شعر، سليكي أخوين، طنجة، 2016
- الذاكرة المنسية: سيرة ذاتية، دار فضاءات للنشر والتوزيع، الأردن، 2017
- قاعة الانتظار: رواية، دار فاصلة للنشر والتوزيع، المغرب، 2019

### في الترجمة
- تمارين في التسامح: مسرحية لعبد اللطيف اللعبي، منشورات المركز الثقافي العربي الدار البيضاء/ بيروت، 2005
- قاضي الظل: مسرحية لعبد اللطيف اللعبي منشورات المركز الثقافي العربي الدار البيضاء/ بيروت، 2005
- امرأة ليس إلا... ! : رواية لباهية طرابلسي منشورات المركز الثقافي العربي الدار البيضاء/ بيروت، 2005
- نساء في الصمت: رواية لنفيسة السباعي، منشورات المركز الثقافي العربي الدار البيضاء / بيروت، 2006
- نهر سيشوان: قصص من الصين، لكاتبات صينيات، منشورات ديدالوس، تونس، 2008
- عقدة دي: رواية للكاتب الصيني داي سيجي، كلمة والمركز الثقافي العربي، 2009
- حكايات الحرب، رواية للكاتب الياباني أكييوكي نوزاكا، دار النايا للنشر والتوزيع، سوريا، 2014
- ألبير كامو/ تيمات ودراسات، فرانك إيفرار، دار النايا للنشر والتوزيع، سوريا، 2014

## مؤلفات جماعية
- كلنا من أجلك يا فلسطين، ديوان شعر (إعداد وإشراف)، إصدار نادي نازك الملائكة للكتابة بثانوية الخنساء، شركة monalisa.com، الدار البيضاء2002
- المختار في اللغة العربية السنة الثالثة من التعليم الثانوي الإعدادي، مكتبة المدارس، 2005
- الكتابة النسائية/ التخييل والتلقي، اتحاد كتاب المغرب،2006
- الإشراقـة المجنحة لحظة البيت الأول من القصيدة / شهادات / إصدار الشاعر محمد حلمي الريشة والشاعرة آمال عواد رضوان، بالتعاون مع بيت الشعر الفلسطيني رام الله، 2007
- أنطولوجيا الحلم المغربي، الحاء الأولى، محمد سعيد الريحاني، مطبعة طوب بريس، 2007
- Speaking for the Generations: An Anthology of Contemporary African Short للكاتب Dike Okoro، منشورات: Africa World Press/The Red Sea Press، 2009

## أبحاث جامعية حول مؤلفاتها
- جماليات السرد في رواية "عزوزة " للزهرة رميج، عواشرية، إكرام, رونق الندى, جامعة العربي التيبيسي، الجزائر 2021 [10]
- جمالية القصة القصيرة عند "الزهرة رميج" " عندما يومض البرق" أنموذجا، حويلي، مسيبا، قاصد، حكيمة، جامعة مولود المعمري، الجزائر 2021 [11]

## جوائز
- جائزة الترجمة عن مسرحية «تمارين في التسامح» لعبد اللطيف اللعبي في إطار مهرجان المسرح المدرسي لسنة 1998
- الجائزة الأولى ل«ثقافة بلا حدود» للقصة القصيرة جدا بسوريا سنة 2007.
- تكربم جمعية الفنانين للثقافة والمسرح بفاس بشراكة مع الجماعة الحضرية لمدينة فاس، ووزارة الثقافة المغربية، والمنظمة الإسلامية للتربية والعلوم والثقافة (إيسيسكو)، 2010

## دراسات نقدية تناولت أعمالها

### في الكتب
- الكتابة الموازية/ إضاءات في السرد المغربي المعاصر، د.شكير فلالة، منشورات مرايا، 2005
- أسئلة القصة القصيرة بالمغرب/ مقاربات موضوعاتية، د.محمد رمصيص، مطبعة طوب بريس، 2007
- ضد الصمت والنسيان/ قراءات في رواية «أخاديد الأسوار» للزهرة رميج، تأليف جماعي، تنسيق د. إدريس الخضرواي، مطبعة النجاح الجديدة، 2010
- القصة القصيرة جدا في المغرب/ تصورات ومقاربات، د.سعاد مسكين، دار التنوخي للنشر، 2011
- قراءات في الرواية النسوية العربية، سليم النجار، دار فضاءات للنشر والتوزيع، 2013
- اقتصاد النسيان في رواية عزوزة، تأليف حماعي، تنسيق د. عثماني الميلود، دار النايا، 2014

### في المجلات
- أنين الماء للمغربية الزهرة رميج... قصص تقرأ تجليات الباطن بسخاء، تيسير النجار، مجلة عمان، العدد 104، شباط (فبراير) 2004
- من القصة النسائية المغربية، محمد معتصم، مجلة عمان، العدد 112، 2004
- نجمة الصباح، لزهرة رميج، د. أحمد النعيمي، مجلة عمان، عدد حزيران 2007
- ترميم الكينونة المغتالة في أخاديد الأسوار للزهرة رميج، محمد أقضاض، مجلة أجراس الثقافية، عدد1، 2008
- الصورة وأبعادها في مجموعة نجمة الصباح، د. سعيد جبار، مجلة سيسرا العدد 6، يناير 2011 / آفاق، مجلة اتحاد كتاب المغرب، عدد 81-82، فبراير 2012
- تجليات الأنثى وانكشافاتها في رواية عزوزة، سليم النجار، مجلة تايكي، العدد 43، يوليو 2011
- القصة القصيرة جدا قراءة نسقية، د. محمد لمساعدي، مجلة قاف صاد، العدد 10، 2011
- ماهية الأثر الفني عند هيدغر، د. محمد لمساعدي، مجلة الفكر العربي، العدد 156-157، خريف 2011
- السرد والذاكرة السياسية: قراءة في رواية «الناجون» للزهرة رميج، ادريس الخضراوي، مجلة المستقبل العربي، حزيران (يونيو) 2013/ مجلة علامات، العدد 39، 2013